# Karasuma-lijn
De Karasuma-lijn (烏丸線, Karasuma-sen) is een van de twee metrolijnen van de Metro van Kioto in de Japanse stad Kyoto. De lijn is vernoemd naar de Karasuma-dori, een straat in Kyoto waarlangs de lijn grotendeels loopt. De lijn loopt van noord naar zuid (hoewel de lijn in het noordoosten begint) en heeft als kenmerken de letter  (waarmee de stations worden aangeduid) en de kleur groen. De Karasuma-lijn is 13,7 km lang en kruist de Tōzai-lijn bij het station Karasuma-Oike.
In samenwerking met Kintetsu gaan er vanaf de stations Kioto en Takeda ook doorgaande lijnen via de Kioto-lijn naar het station Kintetsu Nara.

## Geschiedenis
Al sinds 1968 waren er plannen voor een metrosysteem in Kioto en nadat de knoop in 1972 werd doorgehakt begon men in 1974 met de bouw van de Karasuma-lijn. In 1981 werd het eerste gedeelte tussen Kioto en Kitaōji geopend en de lijn kreeg uiteindelijk de huidige vorm met de verlenging tot aan het station Kokusaikaikan in 1997.

## Toekomst
Er zijn plannen om de Karasuma-lijn vanaf Takeda te verlengen tot aan het station Yodo aan de Keihan-lijn.

## Stations
| Nummer                               | Station       | Japans   | Verbindingen | Wijk        | Stad  |
| ------------------------------------ | ------------- | -------- | --- | ----------- | ----- |
| K01                                  | Kokusaikaikan | 国際会館 | | Sakyo-ku    | Kyoto |
| K02                                  | Matsugasaki   | 松ヶ崎   | | Sakyo-ku    | Kyoto |
| K03                                  | Kitayama      | 北山     | | Kita-ku     | Kyoto |
| K04                                  | Kitaōji       | 北大路   | | Kita-ku     | Kyoto |
| K05                                  | Kuramaguchi   | 鞍馬口   | | Kamigyo-ku  | Kyoto |
| K06                                  | Imadegawa     | 今出川駅 | | Kamigyo-ku  | Kyoto |
| K07                                  | Marutamachi   | 丸太町   | | Nakagyo-ku  | Kyoto |
| K08                                  | Karasuma Oike | 烏丸御池 | Metro van Kioto: Tōzai-lijn (T13) | Nakagyo-ku  | Kyoto |
| K09                                  | Shijō         | 四条     | Hankyu: Hankyu Kioto-lijn (station Karasuma) | Shimogyo-ku | Kyoto |
| K10                                  | Gojō          | 五条     | | Shimogyo-ku | Kyoto |
| K11                                  | Kioto         | 京都     | JR Central: Tōkaidō Shinkansen JR West: Tokaido-lijn (JR Kioto-lijn, Biwako-lijn), San'in-lijn (Sagano-lijn) en de Nara-lijn Kintetsu: Kioto-lijn | Shimogyo-ku | Kyoto |
| K12                                  | Kujō          | 九条     | | Minami-ku   | Kyoto |
| K13                                  | Jūjō          | 十条     | | Minami-ku   | Kyoto |
| K14                                  | Kuinabashi    | くいな橋 | | Fushimi-ku  | Kyoto |
| K15                                  | Takeda        | 竹田     | Kintetsu: Kioto-lijn | Fushimi-ku  | Kyoto |
| Doorgaande treinen van de Kioto-lijn |               |          | |             |       |